# Otoch Ma'ax Yetel Kooh
 (août 2017).
Si vous disposez d'ouvrages ou d'articles de référence ou si vous connaissez des sites web de qualité traitant du thème abordé ici, merci de compléter l'article en donnant les références utiles à sa vérifiabilité et en les liant à la section « Notes et références ».
Otoch Ma'ax Yetel Kooh est une zone humide dans la municipalité de Valladolid dans l'état de Yucatán au Mexique. Il a depuis le 2 février 2008, le statut de site Ramsar , avec une superficie de 5,367.4 hectares . Il est situé à 18 kilomètres au nord du site archéologique de Coba , et 26 km au sud de Nuevo XCan dans le Quintana Roo.
Otoch Ma'ax Yetel Kooh fait partie d'un corridor forestier reliant les zones humides nord -est de la péninsule du Yucatán avec ceux de la côte centrale et orientale du Quintana Roo. Il contient plusieurs types de végétation, un grand nombre de lacs, d'étangs et cenotes et des grottes. La région a un total de 144 plans d'eau.
Le nom Otoch Ma'ax Yetel Kooh signifie « Apens et Puma maison » en Maya yucatèque, qui est la langue principale dans la région.

## Faune
Les eaux du site hébergent plusieurs espèces de poissons : Gambusia puncticulata, Belonesox belizanus (Vairon-brochet), Poecilia sphenops, Rhamdia guatemalensis, Astyanax fasciatus, Ophisternon infernale...
Ce site abrite de nombreuses espèces d'oiseaux : 
- Psittacidae : Amazone à front blanc, Amazone du Yucatan, Conure aztèque..
- Accipitridae : Buse noire, Buse urubu...
- Cardinal à poitrine rose, Cardinal rouge, Chouette à lignes noires, Colin chanteur, Dindon ocellé, Engoulevent du Yucatan, Engoulevent maya, Geai du Yucatan, Grand Héron, Grand Hocco, Grimpar à ailes rousses, Motmot à sourcils bleus, Oriole orange, Pénélope panachée, Pic du Yucatan, Pigeon ramiret, Sarcoramphe roi, Tyran du Yucatan, Araçari à collier, Toucan à carène...
- plusieurs espèces de Parulidae : Paruline à tête cendrée, Paruline jaune, Paruline à gorge noire, Paruline flamboyante, Paruline à collier, Paruline noir et blanc et Paruline à capuchon.

Les mammifères sont également représentés : Agouti ponctué, Atèle de Geoffroy, Cerf de Virginie, Coati à nez blanc, Daguet rouge, Hurleur du Guatemala, Margay, Paca, Pécari à collier, Raton laveur, Tamandua du Mexique, Tayra...